# Abergement-la-Ronce
Abergement-la-Ronce é uma comuna francesa na região administrativa de Borgonha-Franco-Condado, no departamento do Jura. Estende-se por uma área de 7,12 km². Em 2010 a comuna tinha 873 habitantes (densidade: 122,6 hab./km²).